# Psydrax acutiflorus
Psydrax acutiflorus is een plantensoort uit de sterbladigenfamilie (Rubiaceae). Het is een klimmende en kruipende struik. De glanzende bladeren zijn leerachtig. De bloemen hebben een geelgroene kleur.
De soort komt voor in tropisch Afrika. Hij groeit daar langs beekjes in hooggelegen gebieden.

## Synoniemen
- Canthium acarophytum (De Wild.) C.M.Evrard
- Canthium acutiflorum Hiern
- Canthium henriquesianum (K.Schum.) G.Taylor
- Canthium lacusvictoriae Bullock
- Plectronia acarophyta De Wild.
- Plectronia acutiflora (Hiern) K.Schum.
- Plectronia henriquesiana K.Schum.